# Mabouya Island
Mabouya Island är en ö i Grenada. Den ligger i den norra delen av landet, 60 km nordost om huvudstaden Saint George's.